# Five (альбом Hollywood Undead)
Five (с англ. — «Пять», стилизовано как V) — пятый студийный альбом американской рэп-рок-группы Hollywood Undead, релиз которого состоялся 27 октября 2017. Первый альбом группы, записанный без перкуссиониста и скрим-вокалиста Da Kurlzz.

## Производство
23 июля стала известна дата выхода альбома — 27 октября 2017, и его название «Five», а также выпущен список песен с альбома. 25 июля 2017 был выпущен видеоклип на первый сингл с альбома «California Dreaming», в съёмках которого не принял участия Da Kurlzz, что породило массу слухов по поводу его ухода. Позже вышло официальное обращение от Johnny 3 Tears: «Мы пять братьев, и это наш пятый альбом».
Позднее Da Kurlzz подтвердил факт ухода из группы, опубликовав сообщение:

«Сперва, хотел бы сказать, что я очень горжусь своими достижениями за последние 12 лет, я был частью Hollywood Undead, но пришло и моё время, чтобы преследовать другие интересы и расстаться с HU. Мне очень повезло иметь так много, жизнь меняется, опыт, гастроли по миру. Я нахожу время для обучения от многих музыкантов! Восхищаюсь и уважаю. HU всегда была такой уникально талантливой, меняющейся группой. Изменяя игру, мы преодолели бесчисленные препятствия, сражаясь с индустрией, и мы сделали историю на этом пути! Не желайте ничего, кроме лучшего для ребят и их семей. Для всех поклонников и друзей, которых я завёл во всем мире, спасибо за то, что вы делились своими историями, своим искусством и любовью со мной. Искренне, вы навсегда в моем сердце. Извиняюсь за мое длительное отсутствие, знаю, что многое произошло за последние несколько месяцев, я был занят. Подготовимся, и я вернусь. Обещаю вам, ничего не будет прежним».

После выхода сингла группа появлялась на концертах в новых масках оформленных в красный цвет.
Стало известно о новых масках. Группа сделала «ход конем», стараясь угодить всем фанатам и создала 3 сета масок с различным сочетанием цветов. Итак, первый сет — черно-золотой — был показан в клипе первого сингла с альбома—California Dreaming". Красный — следующий цвет масок, который был представлен в клипе на второй сингл с альбома —"Whatever It Takes". И третий — серебряно-голубой — представлен в клипе «We Own the Night», который вышел 13 октября 2017 года.

## Список композиций
| №                   | Название                        | Длительность |
| ------------------- | ------------------------------- | ------------ |
| 1.                  | «California Dreaming»           | 3:54         |
| 2.                  | «Whatever It Takes»             | 3:07         |
| 3.                  | «Bad Moon»                      | 3:52         |
| 4.                  | «Ghost Beach»                   | 3:54         |
| 5.                  | «Broken Record»                 | 3:39         |
| 6.                  | «Nobody's Watching»             | 3:58         |
| 7.                  | «Renegade»                      | 3:03         |
| 8.                  | «Black Cadillac (feat. B-Real)» | 3:47         |
| 9.                  | «Pray (Put 'Em In The Dirt)»    | 4:24         |
| 10.                 | «Cashed Out»                    | 3:29         |
| 11.                 | «Riot»                          | 3:47         |
| 12.                 | «We Own The Night»              | 4:02         |
| 13.                 | «Bang Bang»                     | 3:40         |
| 14.                 | «Your Life»                     | 3:25         |
| Общая длительность: | Общая длительность:             | 52:01        |

## Участники записи
Hollywood Undead
- Джорел «J-Dog» Деккер — вокал, гитара, бас-гитара, клавишные
- Дилан «Funny Man» Альварес — вокал
- Джордж «Johnny 3 Tears» Рэйган — вокал, бас-гитара
- Джордан «Charlie Scene» Террелл — вокал, гитара
- Даниэль «Danny» Мурильо — вокал, клавишные, гитара, бас-гитара

## Позиции в чартах
| Чарт (2017)                           | Позиция |
| ------------------------------------- | ------- |
| US Billboard 200                      | 22      |
| US Top Alternative Albums (Billboard) | 2       |
| US Top Rock Albums (Billboard)        | 3       |